# Bouwkundig Weekblad Architectura
Bouwkundig Weekblad Architectura was een Nederlands architectuurtijdschrift dat ontstond uit de fusie van de architectuurtijdschriften Architectura en Bouwkundig Weekblad. Het blad werd uitgegeven tussen 1927 en 1946  en was het orgaan van de Maatschappij tot Bevordering der Bouwkunst, Bond van Nederlandsche Architecten en het genootschap Architectura et Amicitia.